# Schwere Konsonanz
Als schwere Konsonanz bezeichnet man in der Sprachwissenschaft Häufungen von Konsonanten, insbesondere von Okklusiven, im An- oder Auslaut (vgl. dt. Jagd).
Der Umgang mit schwerer Konsonanz variiert von Sprache zu Sprache, auch wenn allgemein phonologische Erscheinungen beobachtet werden können. Während eine Konsonantenhäufung etwa im Tschechischen verhältnismäßig problemlos (srpen ›August‹) oder im Japanischen aufgrund der vorgegebenen Silbenstruktur gar nicht möglich ist, findet man in anderen Sprachen eine Reihe von Lautwandelerscheinungen, die schwere Konsonanz verhindern sollen, so etwa die Prosthese (Voranstellung eines anlautenden Vokals: italienisch per scritto → per iscritto) oder Epenthese (Einfügen eines Lautes, zumeist eines Vokals, in ein Lexem: lomb. pader statt padr, das durch Apokope des auslautenden e von padre entsteht).